# Banaue
Banaue é um município de  quarta classe de renda municipal (d) na província Ifugao, nas Filipinas. De acordo com o censo de 1 de maio  de  2020 possui uma população de 20 652 pessoas e 4 306 domicílios.